# Petrus Clompe
Petrus Clompe (Brassó, 1711. május 15. – Brassó, 1751. január 14.) erdélyi szász filozófiai író, gimnáziumi igazgató.

## Élete
1732-ben a jénai egyetemen tanult és 1738–1748-ig tanár (lector), 1749-től pedig igazgató volt a brassói gimnáziumban. Műveiben a korabeli német és francia filozófia, illetve a pietizmus hatása tükröződik.

## Munkái
- Neue Schriften über die angegebenen Irrthümer, welche in der Philosophie des Herrn Hofrathts Wolf enhalten sein sollen. Leipzig, 1738. (Franciából fordítva G. és C. betűk alatt.)
- Als Seine hofgräfliche Excellenz der hochgeborne Herr Maximilian Ulysses, des H. Röm. Reichs Graf Bronn zu Montani und Camus… Commandirender General in dem Fürstenthum Siebenbürgen, mit seiner Hohen Gegenwart den 23. Mai 1850 Kronstadt beehrte, wollten dieselbige… von der hier studirenden Jugend in nachstehender Glückwünschungs-Ode besingen. Kronstadt.